# 静岡県道396号富士由比線

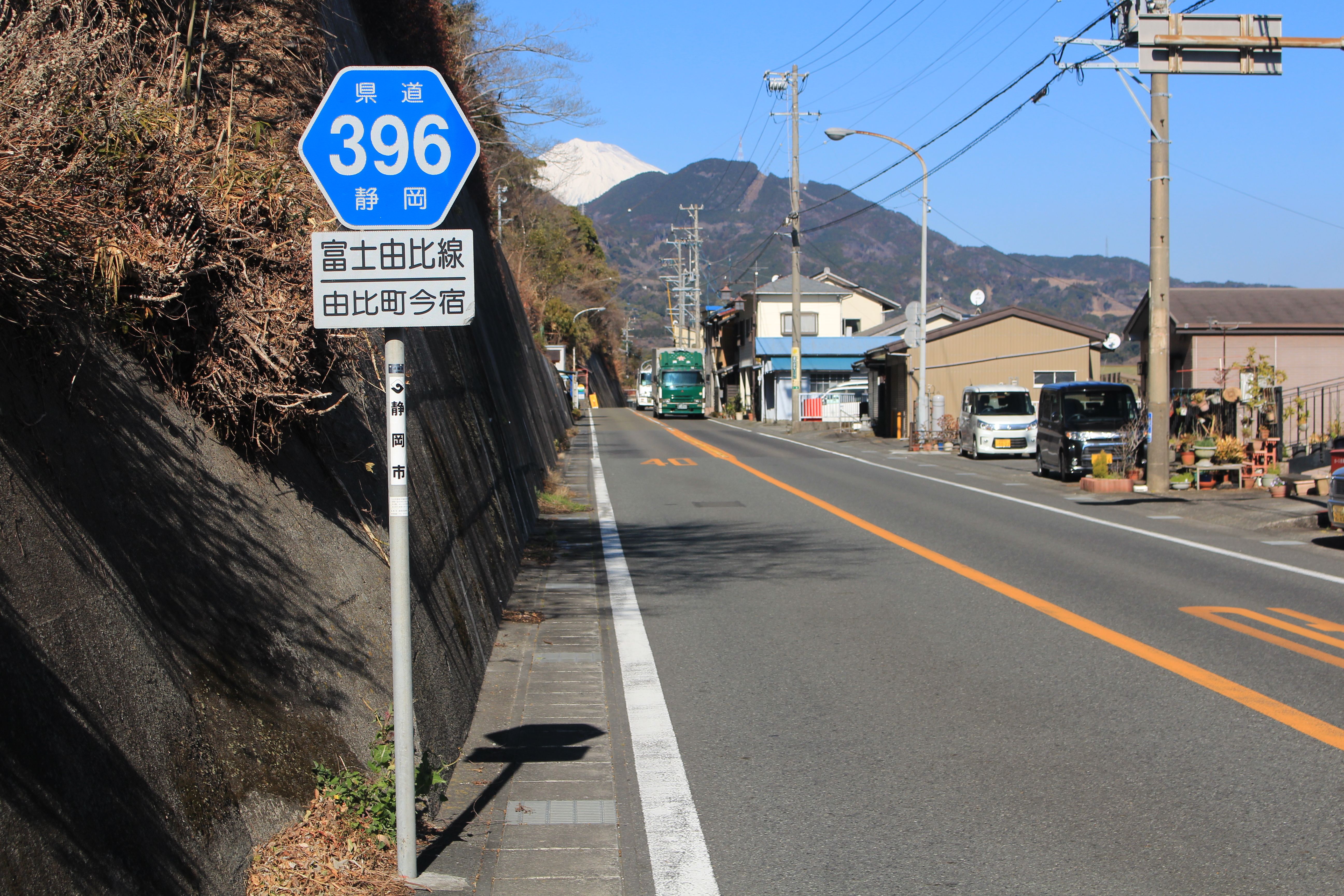
静岡県道396号富士由比線、静岡市清水区由比今宿、最奥に雪を抱いた富士山

静岡県道396号富士由比線（しずおかけんどう396ごう ふじゆいせん）は、静岡県富士市から同静岡市清水区に至る一般県道である。

## 概要
旧国道1号（東海道）である。静岡市の蒲原・由比両地区内では富士由比バイパスとほぼ並行している。

### 路線データ
- 陸上距離：16.2km
- 起点：富士市青島（国道139号交点）
- 終点：静岡市清水区由比寺尾（国道1号交点）

## 通過する自治体

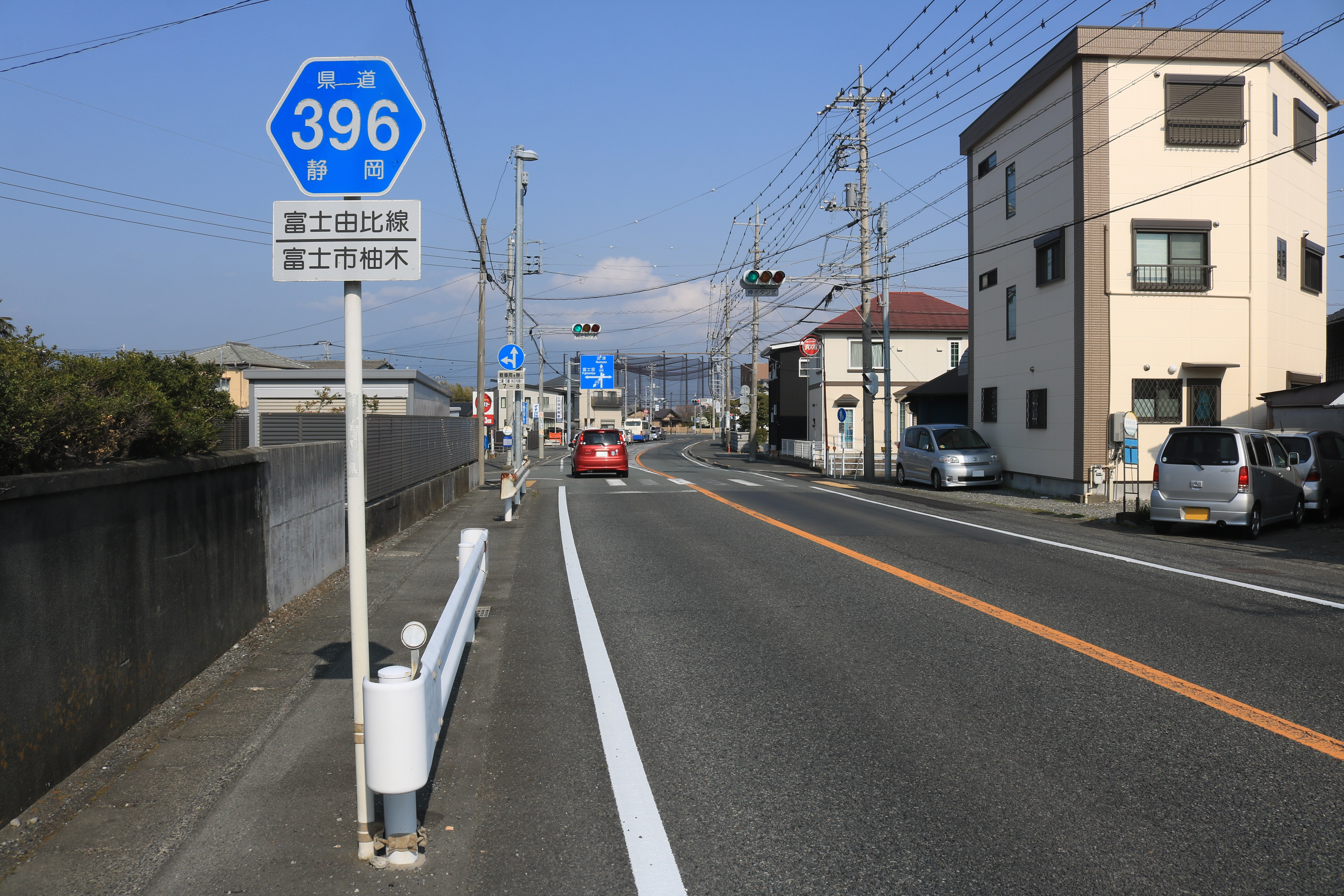
富士市柚木にて

- 静岡県
  - 富士市
  - 静岡市（清水区）

## 接続する道路
- 国道139号
- 静岡県道172号吉原田子浦港線
- 静岡県道353号田子浦港富士インター線
- 静岡県道181号富士停車場伝法線
- 静岡県道175号鷹岡富士停車場線
- 静岡県道176号鷹岡柚木線
- 静岡県道10号富士川身延線
- 静岡県道188号岩淵富士川停車場線
- 静岡県道76号富士富士宮由比線
- 国道1号

## 沿線の主な施設

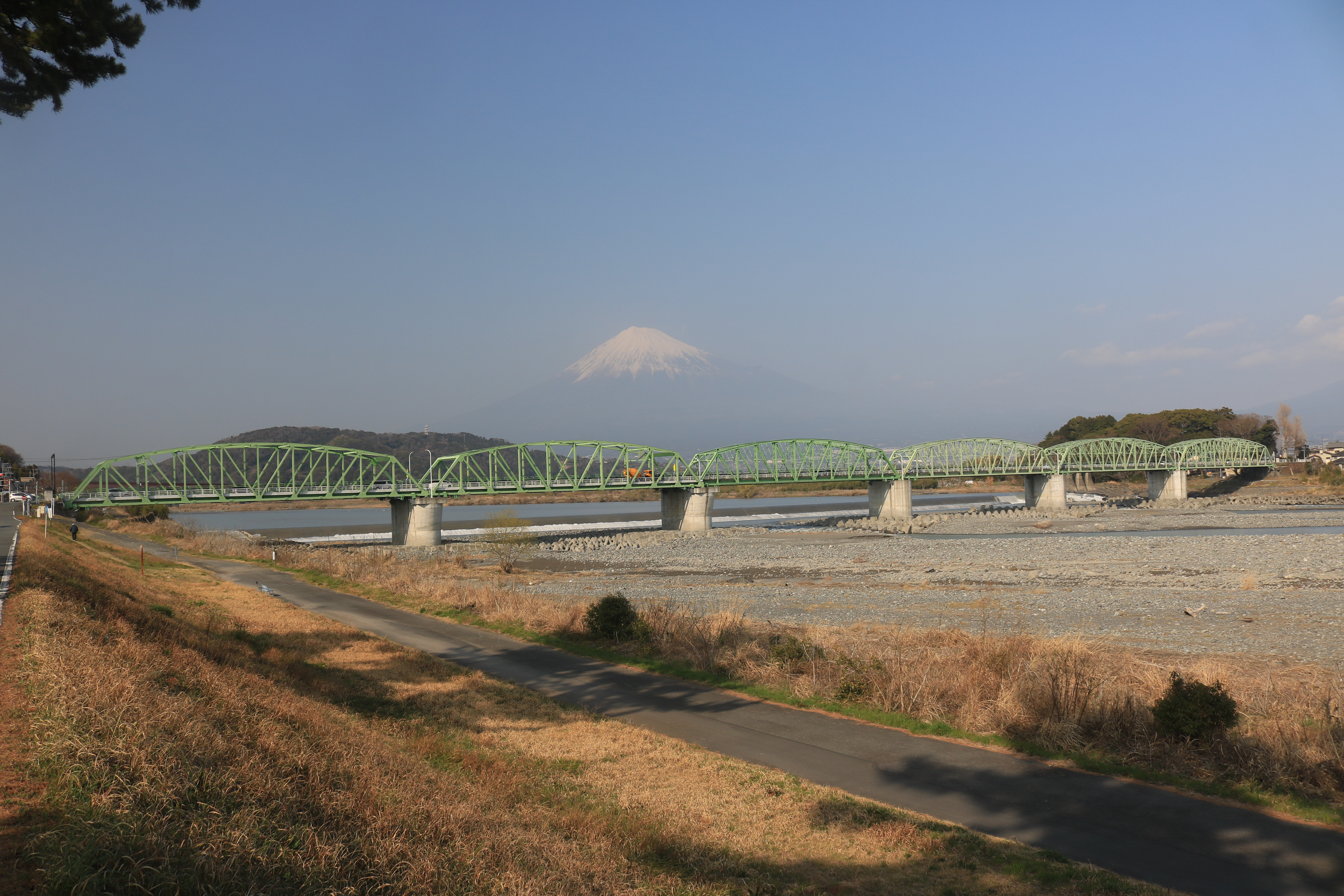
富士川に架かる富士川橋と富士山

### 公共施設
- 富士市立富士第一小学校
- 静岡市役所清水区役所蒲原支所
- 富士川ふれあいホール
- 富士市立富士川第一中学校
- 静岡市消防局 港北消防署 庵原分署
- 静岡市由比生涯学習交流館

### 駅
- JR身延線柚木駅
- JR東海道本線 富士川駅
- JR東海道本線 新蒲原駅
- JR東海道本線 蒲原駅
- JR東海道本線 由比駅

### 橋梁
- 富士川橋
- 富士川かりがね橋

### 施設
- 静岡県富士自動車学校
- 共立蒲原総合病院
- 食鮮館タイヨー 由比蒲原店
- コスモスベリーズ 由比店
- ゆい桜えび館
- 由比缶詰所
- 由比郵便局
- クリエイトエス・ディー 庵原由比店